# Френсіс Джефферс
Френсіс Джефферс (англ. Francis Jeffers; нар. 25 січня 1981, Ліверпуль) — англійський футболіст, що грав на позиції нападника. По завершенні ігрової кар'єри — тренер.
Виступав, зокрема, за «Евертон» та «Арсенал», вигравши зі столичною командою чемпіонат, Кубок та Суперкубок Англії. Також зіграв один матч за національну збірну Англії.

## Клубна кар'єра
Народився 25 січня 1981 року в місті Ліверпуль. Вихованець футбольної школи клубу «Евертон». Дорослу футбольну кар'єру розпочав 1998 року в основній команді того ж клубу, в якій провів три сезони, взявши участь у 49 матчах чемпіонату. У складі «Евертона» був одним з головних бомбардирів команди, маючи середню результативність на рівні 0,37 гола за гру першості.
Своєю грою за цю команду привернув увагу представників тренерського штабу клубу «Арсенал», до складу якого приєднався 14 червня 2001 року за 8 млн фунтів. Відіграв за «канонірів» наступні два сезони своєї ігрової кар'єри, але основним гравцем не був, поступаючись зірковим нападникам Тьєррі Анрі та Сільвену Вільтору. У першому ж сезоні він виграв Прем'єр-лігу, але Джефферс з'явився на полі у лізі лише у 6 матчах, забивши 2 голи. Також «Арсенал» виграв Кубки Англії в сезонах 2001/02 і 2002/03, втім Джефферс не взяв участь у жодному з цих фінальних матчів, хоча і сприяв тріумфу 2003 року, забивши три голи на шляху до фіналу — два проти «Фарнборо» і один проти «Челсі». Його останнім матчем у футболці «пушкарів» став поєдинок у Суперкубку Англії проти «Манчестер Юнайтед» (1:1, 3:4 пен.). Джефферс вийшов на заміну на 60 хвилині, але вже на 72 хвилині був вилучений з поля.
1 вересня 2003 року Джефферс повернувся до «Евертона» на правах річної оренди. Він забив лише двічі (обидва голи проти «Фулхема» у Кубку Англії; один раз у першому матчі, а потім — у переграванні) у 22 матчах за свою команду, перш ніж посварився з менеджером Девідом Моєсом і передчасно повернувся до Лондона.
10 серпня 2004 року він підписав контракт із «Чарльтон Атлетиком», який заплатив за гравця 2,6 млн фунтів стерлінгів. Там у сезоні 2004/05 він забив 5 голів у 24 матчах, після чого 31 серпня 2005 року приєднався до шотландського «Рейнджерса» на правах оренди, але повернувся в грудні, оскільки його виступи в шотландській Прем'єр-лізі не виправдали очікувань. Надалі так і не зігравши жодної гри за «Чарльтон», клуб відпустив Джефферса наприкінці сезону 2005/06.
У червні 2006 року Джефферс підписав дворічний контракт з «Блекберн Роверз», але і тут основним гравцем не був, програючи конкуренцію Бенні Маккарті та Шабані Нонда. В результаті у березні 2007 року був відданий в оренду у нижчоліговий «Іпсвіч Таун», де грав до кінця сезону.
9 серпня 2007 року уклав трирічний контракт з клубом Чемпіоншипу «Шеффілд Венсдей», у складі якого провів наступні три роки своєї кар'єри гравця. По завершенні угоди Джефферс пішов із клубу 3 травня 2010 року, після того, як клуб вилетів у третю за силою лігу Англії.
29 жовтня 2010 року Джефферс підписав 10-матчевий гостьовий контракт з клубом австралійської А-ліги «Ньюкасл Юнайтед Джетс», де грав до січня 2011 року.
У лютому 2011 року Джефферс перейшов до шотландського «Мотервелла» і того ж року дійшов з командою до фіналу Кубка Шотландії, в якому клуб програв «Селтіку» 0:3. Джефферс пішов із Мотервелла 1 червня 2011 року.
20 жовтня 2011 року Джефферс знову підписав контракт із клубом «Ньюкасл Юнайтед Джетс». По завершенні сезону 2011/12 «Ньюкасл Джетс» вирішив не продовжувати контракт Джефферса, відпустивши його на правах вільного агента.
12 жовтня 2012 року Джефферс підписав контракт із мальтійською «Флоріаною», але після лише двох виступів та одного голу Джефферс покинув клуб.
8 березня 2013 року Джефферс підписав контракт з клубом Другої ліги Англії «Аккрінгтон Стенлі» до кінця сезону 2013/14. 9 березня 2013 року Джефферс дебютував за команду, вийшовши на заміну в матчі проти «Нортгемптон Тауна». 20 березня 2013 року Джефферс забив свої перші два голи за «Аккрінгтон Стенлі» в матчі проти «Вімблдона». Наприкінці сезону Джефферс покинув клуб на правах вільного агента, після чого перебував на перегляді у складі кількох клубів, але так контракту і не підписав, тому незабаром завершив кар'єру гравця.

## Виступи за збірні
1996 року дебютував у складі юнацької збірної Англії (U-16), загалом на юнацькому рівні взяв участь у 6 іграх.
Протягом 1999—2001 років залучався до складу молодіжної збірної Англії, з якою був учасником молодіжного чемпіонату Європи 2000 року у Словаччині, але англійці не вийшли з групи. Всього на молодіжному рівні зіграв у 16 офіційних матчах, забив 13 голів, повторивши таким чином рекорд за кількістю голів за англійську «молодіжку», який належав Алану Ширеру. У жовтні 2020 року цей рекорд побив Едді Нкетіа, забивши загалом 16 голів.
12 лютого 2003 року провів свій єдиний матч у складі національної збірної Англії, де забив втішний гол у поразці в товариському матчі від Австралії (1:3).

## Кар'єра тренера
Розпочав тренерську кар'єру невдовзі по завершенні кар'єри гравця, 2014 року, і став працювати в академії «Евертона». 2008 року увійшов до тренерського штабу Девіда Ансворта у молодіжній команді «Евертон U-23».
11 травня 2021 року Джефферс залишив «Евертон», щоб приєднатися до тренерського штабу Пола Кука в «Іпсвіч Тауні», але вже у грудні покинув клуб після звільнення Кука з посади головного тренера.
23 вересня 2022 року Джефферс знову повернувся до співпраці з Девідом Ансвортом, увійшовши до його тренерського штабу у «Олдем Атлетіку». Він покинув клуб 6 липня 2023 року.
| Дата      | Місто  | Господарі | Результат | Гості     | Турнір           | Голи | Примітки |
| --------- | ------ | --------- | --------- | --------- | ---------------- | ---- | -------- |
| 12-2-2003 | Лондон | Англія    | 1 – 3     | Австралія | товариський матч | 1    | 46'      |
| Усього    |        | Матчів    | 1         |           | Голів            | 1    |          |

## Титули і досягнення
- Чемпіон Англії (1):

«Арсенал»: 2001/02
- Володар Кубка Англії (2):

«Арсенал»: 2001/02, 2002/03
- Володар Суперкубка Англії з футболу (1):

«Арсенал»: 2002